# NGC 4876
NGC 4876 este o liner situată în constelația Părul Berenicei. A fost descoperită în 16 mai 1885 de către Guillaume Bigourdan⁠(d). Se află la o distanță de 99,54 de megaparseci de Pământ.